# Estação Dois Irmãos
 Coordenadas : minutos ou segundos > 60

A Estação Dois Irmãos / Barão de Cocais, também conhecida como Estação de Barão de Cocais, é uma estação ferroviária que funciona como terminal de passageiros no município brasileiro de Barão de Cocais, no interior do estado de Minas Gerais. Está localizada na rodovia BR-436. 